# 아메리칸 쇼트헤어
아메리칸 쇼트헤어(American Shorthair)는 고양이의 품종 중 하나로, 회색이나 갈색털에 짙은 회색이나 갈색의 소용돌이 무늬가 그려져 있다.

## 기원 및 역사
이름 그대로 아메리카(미국)에서 발달한, 북아메리카의 몇 안되는 품종 중 하나다. 1620년 미국으로 가는 배에 영국 청교도들이 쥐를 잡는 고양이로 태웠는데 이 고양이들이 아메리칸 쇼트헤어의 기원이다. 1800년대 후반 미국에서 순종혈통의 고양이에 대한 관심이 증대하고 캣쇼가 주목을 받기 시작하면서 유럽, 아시아 등에서 고양이를 데려왔는데 그 고양이들이 미국의 토착고양이인 아메리칸 쇼트헤어의 기원종과 교배를 하게 되었다. 그러자 일부 사람들이 토착고양이의 보존을 위해 브리딩(breeding), 즉 순종교배를 하기 시작하였고 이런 고양이를 쇼트헤어라고 불렀다. 1966년에 미국고양이를 대표하는 아메리칸 쇼트헤어(American short-circuiting hair)란 이름으로 명명되었다.

## 전설
1620년 102명의 청교도들은 배의 식량을 축내고 사람들에게 질병을 옮기는 쥐들을 잡는 용도로 고양이 몇 마리와 함께 “메이플라워"호를 타고 대서양을 건너 미 대륙으로 개척활동을 펼쳐나갔다. 그들은 북미 광야에서 고독과 투쟁 그리고 인디언과 힘겨운 싸움을 이겨내며 개척활동을 해 나갔다. 하지만 그 해 추위와 질병 그리고 궁핍으로 반수이상 죽게 되었다. 고양이도 예외일 수는 없었다. 대부분의 고양이가 죽었지만 오직 아메리칸숏헤어 고양이만이 살아남았다. 건강과 장수의 특징을 지닌 아메리칸숏헤어는 새롭고 낯선 환경에서도 유일하게 강한 생존 본능을 발휘하였다. 수 세기 동안 이런 사역 고양이들은 개척자들을 따라서 퍼져 나갔다.

## 외형적 특성
체형은 중간 정도로 수컷은 5~6kg, 암컷은 3.6~5.4kg 정도이며, 고양이들이 1년이면 성장이 멈추는 것과는 달리 아메리칸 쇼트헤어는 3살이 되어서도 자라는 경우도 있다. 머리모양은 크고 둥글고 볼이 통통하다. 목은 짧은 편이며 눈은 크고 넓으며 밝다. 근육이 잘 발달되어 있고 뼈대가 강해서 탄탄하다. 털은 단모종으로 짧으며 굵은 편이며 뻣뻣하다. 털의 굵기는 계절에 따라 달라지고, 지역에 따라서도 다르다. 색은 매우 다양하지만 거의 80% 이상이 줄무늬(태비)를 가지고 있다. 그중에 실버 클래식 태비가 가장 유명하다. 또한 매우 건강해서 오래사는 편이기 때문에 15~20년을 산다.

## 성격적 특성
겁이 없는 성격으로 두려움이 없기 때문에 뛰어다니고 노는 것을 무척 좋아한다. 온화하고 명랑한 편으로 모난 구석이 없으며 아이들과도 잘 지내고, 다른 동물들과도 잘 지내기 때문에 키우기 어렵지 않다. 하지만 과식하는 경향이 있어 충분히 놀아주어야 하고 뛰어놀게 해주어야 한다. 독립심이 강한 편이어서 혼자 보내는 시간도 좋아한다.

## 같이 보기
- 유러피안 쇼트헤어
- 코리안 쇼트헤어
- 브리티시 쇼트헤어